# Nidwalden
| Kanton Nidwalden          |                    |
| \| Grb kantona \|         |                    |
| Položaj u Švicarskoj      |                    |
|                           |                    |
| Podaci                    |                    |
| Glavni grad               | Stans              |
| Pristupanje konfederaciji | 1291.              |
| Skraćenica                | NW                 |
| Stanovništvo              | 40.076 stan.       |
| Popis                     | 31. prosinca 2006. |
| Površina                  | 276 km²            |
| Gustoća                   | 145 stan./km²      |
| Br. općina                | 11                 |
| Jezici                    | njemački           |
| Zemljovid kantona         |                    |
|                           |                    |
| Grb kantona               |                    |

Kanton Nidwalden (francuski: Nidwald, talijanski: Nidvaldo, retoromanski: Sutsilvania) je kanton u središnjoj Švicarskoj.

## Zemljopis
Ovaj kanton nalazi se na obalama jezera Vierwaldstätter koje se nalazi na sjeveru kantona. U svim ostalim pravcima nalaze se planinski lanci. Najviša točka kantona je Rotstöckli (2901 m), dok se najniža nalazi na jezeru Vierwaldstätter (434 m). Obwalden je jedan od 11 švicarskih kantona koji ne graniče ni s jednom inozemnom državom (Binnenkanton).

### Politička podjela
Nidwalden je podijeljen u 11 općina: 
- Stans
- Hergiswil
- Buochs
- Stansstad
- Ennetbürgen
- Oberdorf
- Beckenried
- Wolfenschiessen
- Ennetmoos
- Dallenwil
- Emmetten

Ovaj kanton nije podijeljen na okruge, te ga Savezni ured za statistiku smatra samostalnim okrugom.

## Povijest
Godine 1291., Nidwalden je zajedno s Obwaldenom ušao u savez s kantonima Uri i Schwyz što se smatra osnivanjem današnje Švicarske. Krajem 14. stoljeća ovdje se osnivaju prvi oblici uprave. Iako iz ovog razdoblja postoje mnoge političke veze s Obwaldenom, ova dva kantona nikad nisu formalno bila zajednički kanton.
Nakon što ovo područje nije prihvatilo Napoleonov ustav, jer ideje Francuske revolucije nisu naišle na potporu u ovom kraju, 9. rujna 1798. francuska je vojska napala Nidwalden. Nakon završetka Napoleonove vladavine 1814., većina njegovih reformi je ukinuta. Nidwalden je dobio novi ustav tek 1877. godine.

## Politika
Nidwalden, kao i ostali švicarski polukantoni, ima sva prava punog kantona, a iznimka je to što kanton ima samo jednog zastupnika u Vijeću kantona. Zbog male veličine kanton ima samo sedam članova vlade, dok u kantonalnom parlamentu postoji 60 zastupnika koji se biraju svake četiri godine.

## Gospodarstvo
Sve do 20. stoljeća gospodarstvom kantona je dominirala poljoprivreda. Meso i sir su se velikim dijelom izvozili u sjevernu Italiju. Danas se gospodarstvo kantona temelji na malom i srednjem poduzetništvu. Najveći poslodavac je Pilatus Aircraft.
Šumarstvo i poljoprivreda su još uvijek od velikog značenja za gospodarstvo kantona. Poljoprivredom se obično bave obitelji. Vrlo važan gospodarski faktor je i turizam koji je razvijen na jezerima i planinama.

## Vanjske poveznice
- (njem.)Službena stranica kantona Nidwalden